# هری نف
هری نف (به انگلیسی: Hari Nef) (زاده ۲۱ اکتبر ۱۹۹۲) بازیگر، مدل، نویسنده آمریکایی است.
او یک زن ترنس است.
از فیلم‌هایی که وی در آن نقش داشته است، می‌توان به ملت ترور اشاره کرد.